# Copa Merconorte
De Copa Merconorte was een voetbalcompetitie die van 1998 tot en met 2001 vier edities kende. De clubs die deelnamen aan het toernooi waren afkomstig uit het noorden van Zuid-Amerika (Bolivia, Colombia, Ecuador, Peru en Venezuela). Later deden ook clubs uit drie Noord-Amerikaanse (CONCACAF) landen mee: Costa Rica (2000), Mexico (2000 en 2001) en de Verenigde Staten (2001). De Copa Merconorte werd in 2002 samengevoegd met de Copa Mercosur tot de Copa Sudamericana.

## Opzet competitie
In 1998 en 1999 namen er twaalf clubs deel aan de competitie, in 2000 en 2001 waren dat zestien clubs. De clubs werden verdeeld over groepen van vier. Iedere club speelde een thuis- en uitwedstrijd tegen de drie andere clubs. Na zes wedstrijden gingen de groepswinnaars (en de beste nummer twee in 1998 en 1999) door naar de halve finales. Ook de knock-outfase werd met een thuis- en uitwedstrijd gespeeld.

## Finales
| Jaar | Winnaar                    | Uitslagen           | Finalist                        |
| ---- | -------------------------- | ------------------- | ------------------------------- |
| 1998 | Club Atlético Nacional (t) | 3-1, 1-0            | Deportivo Cali                  |
| 1999 | América de Cali            | 1-2, 1-0 (5-3 n.s.) | Club Independiente Santa Fe (t) |
| 2000 | Club Atlético Nacional     | 0-0, 2-1            | CD Los Millonarios (t)          |
| 2001 | CD Los Millonarios (t)     | 1-1, 1-1 (3-1 n.s.) | CS Emelec                       |

- Het team dat de eerste wedstrijd thuis speelde, is met (t) aangegeven.

## Deelnemers
Aan de eerste twee edities deden twaalf ploegen mee: vier uit Colombia, drie uit Ecuador en Peru en één uit Bolivia en Venezuela. Nadat er in 2000 ploegen uit Noord-Amerika werden uitgenodigd, werd het aantal deelnemers verhoogd naar zestien. Mexico kreeg vier deelnemers en Costa Rica een. Dit ging ten koste van een deelnemer uit Colombia. Bij de laatste editie (2001) bleef het aantal deelnemers uit Noord-Amerika op vijf: drie voor Mexico en twee voor de Verenigde Staten. Er was geen kwalificatie voor de Copa Merconorte: de deelnemers werden uitgenodigd door de Zuid-Amerikaanse voetbalbond (CONMEBOL). In tegenstelling tot de Copa Mercosur varieerde het deelnemersveld van de Copa Merconorte van jaar tot jaar: in totaal deden er 26 ploegen mee aan het toernooi, waarvan er acht aan alle edities deelnamen.

### Finalisten
| Club                               | Winnaar | Finalist | Winnaar in: |
| ---------------------------------- | ------- | -------- | ----------- |
| Club Atlético Nacional             | 2       | 0        | 1998, 2000  |
| CD Los Millonarios                 | 1       | 1        | 2001        |
| América de Cali                    | 1       | 0        | 1999        |
| Deportivo Cali (1998)              | 0       | 1        |             |
| CS Emelec                          | 0       | 1        |             |
| Club Independiente Santa Fe (1999) | 0       | 1        |             |

### Overige deelnemers
| Club                              | Beste prestatie |
| --------------------------------- | --------------- |
| Club Alianza Lima                 | Halve finale    |
| Caracas FC (1998, 1999)           | Halve finale    |
| CD El Nacional (1998, 1999, 2000) | Halve finale    |
| CD Guadalajara (2000, 2001)       | Halve finale    |
| Club Necaxa (2000, 2001)          | Halve finale    |
| Club Santos Laguna (2001)         | Halve finale    |
| Barcelona SC                      | Groepsfase (4)  |
| Club Sporting Cristal             | Groepsfase (4)  |
| Club Universitario de Deportes    | Groepsfase (4)  |
| Club The Strongest (1998, 1999)   | Groepsfase (2)  |
| LD Alajuelense (2000)             | Groepsfase      |
| SD Aucas (2001)                   | Groepsfase      |
| CSCD Blooming (2001)              | Groepsfase      |
| Deportivo Italchacao FC (2001)    | Groepsfase      |
| Deportivo Toluca FC (2000)        | Groepsfase      |
| Estudiantes de Mérida FC (2000)   | Groepsfase      |
| Kansas City Wizards (2001)        | Groepsfase      |
| MetroStars (2001)                 | Groepsfase      |
| CD Oriente Petrolero (2000)       | Groepsfase      |
| CF Pachuca (2000)                 | Groepsfase      |

- Tussen haakjes staan de jaren waarin de ploegen deelnamen aan de Copa Merconorte. Bij ploegen die alle edities deelnamen is deze informatie niet toegevoegd.

## Copa Pan-Americana
De Copa Merconorte en Copa Mercosur zouden vanaf 2002 worden vervangen door de Copa Pan-Americana, waaraan ook ploegen uit Noord-Amerika mee zouden doen. De Copa Pan-Americana 2002 werd echter uitgesteld en vervangen door de Copa Sudamericana 2002. In 2003 werd de Copa Pan-Americana definitief geschrapt. De Copa Sudamericana werd vervolgens een jaarlijks toernooi.